# ريفيوجيو
ريفيوجيو (بالإنجليزية: Refugio)‏ هي مدينة أمريكية تقع في ولاية تكساس.تبلغ مساحة هذه المدينة 4.1 (كم²)،ويبلغ عدد سكانها 2941 نسمة حسب إحصاء سنة 2010 م. تشير إحصاءات سنة 2000م بأن الكثافة السكانية في هذه المدينة تقدر بـ(726.1) نسمة/كم2.

## التركيبة السكانية
حدّد مكتب تعداد الولايات المتحدة بيانات التركيبة السكانية لريفيوجيو في تعداد الولايات المتحدة. في ما يلي، التركيبة السكانية حسب تعدادي 2000 و2010.

### تعداد عام 2000
بلغ عدد سكان ريفيوجيو 2,941 نسمة بحسب تعداد عام 2000، وبلغ عدد الأسر 1,128 أسرة وعدد العائلات 788 عائلة مقيمة في البلدة. في حين سجلت الكثافة السكانية 722.6 نسمة لكل كيلومتر مربع (1,871.5/ميل2). وبلغ عدد الوحدات السكنية 1,312 وحدة بمتوسط كثافة قدره 322.4 لكل كيلومتر مربع (835.0/ميل2).
وتوزع التركيب العرقي للبلدة بنسبة 74.53% من البيض و13.40% من الأمريكيين الأفارقة و0.51% من الأمريكيين الأصليين و0.51% من الأمريكيين ذوي الأصول الآسيوية و0.10% من سكان جزر المحيط الهادئ و9.38% من الأعراق الأخرى و1.56% من عرقين مختلطين أو أكثر و44.30% من الهسبانيون أو اللاتينيون من أي عرق.
بلغ عدد الأسر 1,128 أسرة كانت نسبة 35.9% منها لديها أطفال تحت سن الثامنة عشر تعيش معهم، وبلغت نسبة الأزواج القاطنين مع بعضهم البعض 46.5% من أصل المجموع الكلي للأسر، ونسبة 18.2% من الأسر كان لديها معيلات من الإناث دون وجود شريك، بينما كانت نسبة 5.1% من الأسر لديها معيلون من الذكور دون وجود شريكة وكانت نسبة 30.1% من غير العائلات. تألفت نسبة 27.3% من أصل جميع الأسر من عدة أفراد يعيشون في نفس المنزل ونسبة 13.8% كانت تتألف من شخص يعيش بمفرده يبلغ من العمر 65 عاماً أو أكثر. وبلغ متوسط حجم الأسرة المعيشية 2.55، أما متوسط حجم العائلات فبلغ 3.08.
بلغ العمر الوسطي للسكان 37.8 عاماً. وكانت نسبة 26.7% من القاطنين تحت سن الثامنة عشر، وكانت نسبة 7.8% بين الثامنة عشر والرابعة والعشرين عاماً، ونسبة 24.5% كانت واقعةً في الفئة العمرية ما بين الخامسة والعشرين والرابعة والأربعين عاماً، ونسبة 22.3% كانت ما بين الخامسة والأربعين والرابعة والستين، ونسبة 16.3% كانت ضمن فئة الخامسة والستين عاماً فما فوق. يوجد لكل 100 أنثى 90.8 ذكر، ويوجد لكل 100 أنثى في الثامنة عشر من عمرها فما فوق 85.0 ذكر.
بلغ متوسط دخل الأسرة في البلدة 26,719 دولارًا، أما متوسط دخل العائلة فبلغ 32,237 دولارًا. وكان متوسط دخل الذكور 33,021 دولارًا مقابل 15,549 دولارًا للإناث. وسجل دخل الفرد الخاص بالبلدة 13,523 دولارًا. وكانت نسبة 16.8% من العائلات ونسبة 21.1% من السكان تحت خط الفقر، وكان من هؤلاء نسبة 26.7% تحت سن الثامنة عشر ونسبة 20.9% في الخامسة والستين من العمر وما فوق.

### تعداد عام 2010
بلغ عدد سكان ريفيوجيو 2,890 نسمة بحسب تعداد عام 2010، وبلغ عدد الأسر 1,102 أسرة وعدد العائلات 747 عائلة مقيمة في البلدة. في حين سجلت الكثافة السكانية 710.1 نسمة لكل كيلومتر مربع (1,839.2/ميل2). وبلغ عدد الوحدات السكنية 1,355 وحدة بمتوسط كثافة قدره 332.9 لكل كيلومتر مربع (862.2/ميل2).
وتوزع التركيب العرقي للبلدة بنسبة 76.16% من البيض و11.42% من الأمريكيين الأفارقة و0.35% من الأمريكيين الأصليين و0.21% من الأمريكيين ذوي الأصول الآسيوية و9.93% من الأعراق الأخرى و1.94% من عرقين مختلطين أو أكثر و51.90% من الهسبانيون أو اللاتينيون من أي عرق.
بلغ عدد الأسر 1,102 أسرة كانت نسبة 34.8% منها لديها أطفال تحت سن الثامنة عشر تعيش معهم، وبلغت نسبة الأزواج القاطنين مع بعضهم البعض 43.6% من أصل المجموع الكلي للأسر، ونسبة 18.3% من الأسر كان لديها معيلات من الإناث دون وجود شريك، بينما كانت نسبة 5.9% من الأسر لديها معيلون من الذكور دون وجود شريكة وكانت نسبة 32.2% من غير العائلات. تألفت نسبة 28.9% من أصل جميع الأسر من عدة أفراد يعيشون في نفس المنزل ونسبة 15.2% كانت تتألف من شخص يعيش بمفرده يبلغ من العمر 65 عاماً أو أكثر. وبلغ متوسط حجم الأسرة المعيشية 2.55، أما متوسط حجم العائلات فبلغ 3.12.
بلغ العمر الوسطي للسكان 39.7 عاماً. وكانت نسبة 26.3% من القاطنين تحت سن الثامنة عشر، وكانت نسبة 8.6% بين الثامنة عشر والرابعة والعشرين عاماً، ونسبة 22% كانت واقعةً في الفئة العمرية ما بين الخامسة والعشرين والرابعة والأربعين عاماً، ونسبة 24.3% كانت ما بين الخامسة والأربعين والرابعة والستين، ونسبة 18.9% كانت ضمن فئة الخامسة والستين عاماً فما فوق. وتوزع التركيب الجنسي للسكان بنسبة 49.1% ذكور و50.9% إناث.

## أعلام
- كيرميت أوليفر
- أليسون بيج
- روكي بريدغز
- نولان ريان
- جوزيف إل. غالواي